# Direct-Die
Un montage Direct-Die est un type de montage de systèmes de refroidissement de matériel informatique. Contrairement à un système de watercooling courant, l'eau entre directement en contact avec l'IHS du microprocesseur.

## But
Le Direct-Die permet d'éliminer un intermédiaire dans le circuit de refroidissement : le fond du waterblock. L'eau circule directement sur le microprocesseur, ce qui apporte un meilleur transfert thermique.

Le Direct-Die est assez peu utilisé, notamment à cause des risques que comporte ce genre d'installation. Le circuit n'est plus totalement hermétique, et une fuite pourrait faire couler de l'eau sur la carte mère et la détruire.

## Waterblock
Le waterblock ne dispose alors plus de fond, il est ouvert. Il est nécessaire d'y mettre un joint d'étanchéité afin d'éviter au maximum les fuites.